# 엘리멘트리
엘리멘트리(Elementary)는 2012년 9월 27일부터 2019년 8월 15일까지 CBS에서 방영된 드라마이다. 아서 코넌 도일 경의 캐릭터 셜록 홈스가 현대 미국에 있다는 설정 아래 천부적인 두뇌로 사건을 해결해 나가는 ‘셜록 홈즈’의 활약을 담은 수사 드라마이다.

## 간략 줄거리
- New Holmes, New Watson, New York

전직 외과 의사이자 중독치료 동반자인 조안 왓슨(루시 리우)은 마약에 중독되었다가 재활원에서 퇴소한 셜록 홈즈(조니 리 밀러)의 아버지 의뢰로 6주 동안 그와 함께 지내게 된다. 뉴욕 경찰의 특별 고문으로 일하는 홈즈를 따라 살인 사건 현장을 따라다니던 왓슨은 자신도 모르는 사이 수사에 대한 소질을 보이고, 은연중에 콤비가 된 두 사람은 교묘한 방식으로 이루어진 살인 사건과 용의자의 알리바이가 뚜렷한 살인 사건을 함께 해결한다.
배경은 활기차고, 세련된 미국의 뉴욕으로, 중년의 자영업 사설 탐정 셜록 홈즈는 돈과는 상관없이 취미로 살인 사건 컨설팅을 즐기는 부유한 가문의 젊고 매력적인 청년으로, 군의관 출신의 아저씨였던 왓슨을 젊고 매력적인 동양인 여자 캐릭터로 바꿔서 다이나믹하고 젊은 감각의 미국판 셜록 홈즈를 만들어서 차세대 범죄 수사 드라마 에이스로 만드려는 CBS의 야심찬 아메리칸 드림 프로젝트의 결과물이다. "New Holmes, New Watson, New York"의 캐치 프레이즈 또한 발랄하고 위트있다.
미국에서 2012년 9월 방송을 시작해 현재까지 방송 중인 최신작 '엘리멘트리'는 첫 방송 당시 1328만 명의 시청자들을 끌어 모았을 뿐 아니라, 현재까지 동시간대 시청률 1위를 기록하며 2012년 발표된 신규 시리즈 중 가장 성공한 작품으로 꼽히고 있다.
'NCIS', '크리미널 마인드' 등을 만들어 낸 미국 CBS 방송사의 특기인 범죄 수사물 장르에서 또 하나의 전설적인 드라마로 기록될 전망이다.
'셜록 홈즈'로 활약을 펼칠 배우 '조니 리 밀러'는 영화 '다크 섀도우'와 미드 '덱스터' 등에 출연한 실력파 배우. '조니 리 밀러'는 온 몸에 문신을 새긴 약물 중독자로, 재활을 위해 그를 찾아온 '왓슨'(루시 리우)과 함께 사건을 해결해 나간다.
가장 세련되고 현대적인 '셜록'을 연기하게 된 '조니 리 밀러'는 TV속 대사를 단번에 외우고, 아무도 찾아내지 못한 단서와 살인범을 한번에 찾아내는 등 천재적인 면모를 보이며 사건을 해결해 나간다.
24부작 '웰메이드 드라마' '엘리멘트리'는 '엘리멘트리'만의 색깔로 새로운 즐거움을 선사할 예정이다. 먼저 미국을 배경으로 하는 '엘리멘트리'는 세상에서 가장 화려한 도시, 뉴욕의 이면에 숨겨진 최악의 범죄 현장을 생생하게 보여준다.
'셜록 홈즈'는 범죄 현장에서 발견된 단서만을 가지고 자신만의 기발한 방식으로 실마리를 풀어나가며, 정통 추리극의 묘미를 선사한다.
- 시즌 1 - 전직 스코틀랜드 야드 자문이었던 셜록 홈스는 어떤 사건으로 인하여 마약 중독자가 되었다. 뉴욕으로 온 그는 재활 센터에서 나와 치료 동반자 조안 왓슨(Joan Watson)과 만나 NYPD의 자문으로서 여러 사건을 해결한다.

- 시즌 2 - 셜록 홈즈, 조안 왓슨의 중심이야기에 레스트레이드를 더하여 진행되는 사건이야기.

## 캐스트
- 조니 리 밀러 - 셜록 홈스

전세계에서 가장 사랑받는 캐릭터 '셜록 홈즈'.
과거의 아픈 기억 때문에 마약 중독자가 되었지만 현재는 극복한 상황.
현재 뉴욕에 거주하고 있으며 NYPD의 특별 고문으로 활동 중.
- 루시 리우 - 조안 H. 왓슨

한때는 외과 의사였지만 수술 도중 환자를 죽게 만드는 사건이 발생하고 외과 의사를 그만둔다.
이후 어떤 것에 중독된 사람들의 치유를 돕는 동반자로 직업을 바꾸고
이번에 새로운 동반자로 셜록 홈즈를 만나게 된다.
- 존 마이클 힐 - 마르커스 벨

이 뉴욕 바닥에서 꽤 유명한 형사.
수사관으로서 지녀야할 모든 자질을 가지고 있다고 인정받고 있으며
언제나 셜록의 추리에 대해 약간의 불신을 가지고 있다.
- 에이단 퀸 - 토비아스 그렉슨

10년 전 셜록 홈즈와 같이 런던에서 일을 했던 적이 있는 반장님.
현재 뉴욕에서 근무 중이며 셜록의 도움을 절실히 원하고 있다.

## 1기 줄거리
- 1화 Pilot

중독 치료 동반자로 일하는 왓슨은 홈즈의 부친에게 의뢰를 받고 재활원에서 막 나온 셜록 홈즈와 첫 대면을 하게 된다. 홈즈는 왓슨을 만나자마자 그녀가 외과의 출신인 것을 알아 맞히고, 곧장 그녀를 끌고 살인 사건 현장으로 달려가는데...
- 2화 While You Were Sleeping

홈즈와 왓슨이 함께 생활을 시작한 지 일주일째 접어들고 왓슨은 중독자 서포트 모임에 홈즈를 데려가지만 홈즈는 전혀 관심이 없다. 서로의 사생활에 대해 티격태격하는데...
- 3화 Child Predator

여섯 명의 아이를 납치하고 풍선을 남겨 놓고 가는 엽기 유괴범이 일곱 번째 아이를 납치한다. 홈즈는 밤을 꼬박 샌 채 사건에 매달리고 드디어 범인의 차량을 찾아내지만, 그 안에 있던 사람은 범인이 아닌 7년 전 납치됐던 첫 번째 피해자인데...
- 4화 The Rat Race

행방불명된 거대 투자 회사의 임원을 찾아 달라는 의뢰를 받은 홈즈는 피해자가 고급 콜걸을 만나기 위해 마련해둔 아파트에 찾아가고 거기서 헤로인 과용으로 죽은 시신을 발견한다. 갑자기 헤로인을 본 홈즈는 잠시 흔들리고, 왓슨은 홈즈의 증상이 재발할까 봐 걱정되는데..
- 5화 Lesser Evils

홈즈는 영안실에서 심장 마비로 사망한 시신을 보다가 그가 살해됐음을 확신하고 수사를 이어 간다. 한편, 홈즈와 함께 병원에 간 왓슨은 예전에 같이 일했던 캐리를 만나 씁쓸한 기억을 되새기는데...
- 6화 Flight Risk

사건이 없어 지루해 하던 셜록은 제 발로 비행기 추락 현장에 찾아간다. 그는 피해자 중 한 명이 추락 전에 살해됐음을 발견하고 수사를 이어 나간다. 한편 왓슨은 셜록의 아버지와 저녁 식사 약속을 잡는데...
- 7화 One Way to Get Off

가택 침입 후 부부를 살해하는 사건이 일어나고 그렉슨은 13년 전 자신이 맡았던 연쇄 살인 사건을 떠올린다.
당시에 그렉슨이 체포해 복역 중인 크루즈는 자신이 13년간 억울한 옥살이를 했다고 주장하는데...
- 8화 The Long Fuse

웹 페이지 제작 회사에 있던 폭발물이 터져 두명이 숨진다.
홈즈는 환기구에 있던 폭탄이 4년 전에 제작돼 설치된 것임을 알고 당시 그곳에 입주했던 회사를 찾아간다. 한편 몇 주 후 셜록을 떠나는 왓슨은 평생 같이 있어 줄 조언자를 찾아 나서는데...
- 9화 You Do It to Yourself

두 눈을 총으로 맞은 시신이 발견되고, 셜록은 그가 대학교수이며 도박장에 다닌 사실을 알게 된다. 한편 조앤은 리암으로부터 전화를 받고 교도소로 달려가는데...
- 10화 The Leviathan

다이아몬드 거래소에서 4천만 달러어치의 다이아몬드 원석이 사라진다. 금고를 제작한 회사 대표는 셜록에게 일을 맡기고, 셜록은 직접 이 금고를 열어 보려고 하지만 뜻대로 안 되자 자존심이 상하는데...
- 11화 Dirty Laundry

호텔 세탁기 안에서 이 호텔의 지배인이었던 테리 퍼셀의 시신이 발견된다. 테리의 10대 딸인 칼리는 왓슨에게 비밀을 털어놓으며 의지하고, 엄마에게 사람들이 모르는 다른 모습이 있었다고 말하는데...
- 12화 M.

홈즈는 시신이 없이 피만 남은 범죄 현장에서 예전에 자신이 쫓던 M의 소행임을 확신한다. 곧 떠나는 홧슨의 도움의 도움을 거부한 채, 홈즈는 아이린을 죽인 M에게 개인적 복수를 하기 위해 혼자서 그를 찾아 나서는데...
- 13화 The Red Team

NYPD에서 정직당한 홈즈는 음모론 클럽 회원인 자프 루더가 죽은 것을 발견한다. 홈즈는 자프 루더가 캤던 음모 중에 2009년 가상 전쟁에서 국가 안보를 전복시킬 작전을 짰던 레드 팀에 대해 알게 되고, 그렉슨 반장의 반대에도 불구하고 수사에 나서는데...
- 14화 The Deductionist

연쇄 살인범 에니스는 누이에게 신장 이식 수술을 한다는 핑계로 병원에 와서 의사와 간호사들을 죽이고 유유히 탈출한다.
에니스를 최초로 검거하는데 성공했던 캐서린이 프로파일러로 투입되고 런던에서 그녀와 일했던 홈즈는 그녀에 대한 불쾌감을 감추지 않는데...
- 15화 A Giant Gun, Filled with Drugs

회복 기미를 보이던 셜록에게 예전에 알던 마약상 리스가 찾아와 납치된 딸을 찾아 달라고 부탁한다. 왓슨은 그가 못마땅하지만 셜록은 친구를 돕기 위해 적극적으로 나서고, 리스는 셜록이 약을 끊은 후 실력이 예전만 못한 것 같아 실망하는데...
- 16화 Details

벨은 퇴근길에 옆을 지나던 차에서 총격을 당한다. 총알은 다행히 사람을 빗나가고 벨은 경관 시절 자신이 잡아 넣었던 브래드쇼를 의심한다. 한편 벨은 얼마 전에 출소한 형과 심히게 다투고, 다음 날 브래드쇼가 살해된 현장에서 홈즈는 벨의 신발 자국을 발견하는데...
- 17화 Possibility Two

홈즈는 틈만 나면 왓슨을 탐정으로 훈련시키고, 이상한 세탁소로 왓슨을 보낸다. 한편 CAA라는 희귀 유전병에 걸린 부호가 누군가 자신을 죽이기 위해 병을 줬다면서 홈즈에게 부탁을 하는데...
- 18화 Déjà Vu All Over Again

홈즈는 아버지의 변호사의 비서에게서 그녀의 자매인 캘리의 실종 사건을 의뢰받는다. 홈즈는 이 사건을 왓슨에게 넘기고, 자신은 지하철 승강장에서 떠밀려 살해된 ‘꽃을 든 여자’의 범인을 찾는데...
- 19화 Snow Angels

눈폭풍이 몰아치는 날, 한 건물의 경비가 살해되고 최신 휴대폰이 사라진다. 사건을 조사하던 셜록은 도둑들의 진짜 목표가 휴대폰이 아닌 다른 곳에 있음을 직감하고 왓슨과 함께 눈보라를 뚫고 길을 나서는데...
- 20화 Dead Man's Switch

셜록은 알프레도의 후원자한테서 그의 딸이 강간 비디오로 협박받는 사실을 듣게 된다. 협박범의 주소를 찾아낸 셜록은 그의 집에 몰래 들어가고, 다른 사람이 협박범을 죽이는 장면을 목격하게 되는데...
- 21화 A Landmark Story

교도소에 갇힌 모랜은 홈즈에게 얼마 전 심장 마비로 사망한 자선사업가가 사실은 자신이 살인 청부를 받았던 사람이며, 죽음의 배후는 모리아티라고 주장한다. 홈즈는 불안해하는 왓슨과 함께 사고사를 가장한 살인을 하는 전문 킬러를 찾아 나서는데...
- 22화 Risk Management

홈즈는 모리아티에게서 사건을 의뢰받는다. 몇 달 전에 죽은 루크의 살인범을 찾으라는 것. 홈즈는 자석에 빨려들 듯 사건에 집중하고 이런 홈즈를 보면서 왓슨은 불안해하는데...
- 23화 The Woman

모리아티가 알려 준 집에서 아이린을 만난 홈즈.
아이린은 그동안 스태플튼이라는 남자에게 납치돼 고초를 겪고 홈즈는 그 모습에 죄책감을 느끼며 사건에서 손을 뗀 채 아이린을 돌본다. 결국 홈즈는 그녀와 뉴욕을 떠나기로 하는데...
- 24화 Heroine

모리아티는 홈즈에게 정체를 드러내고, 홈즈는 모리아티가 뉴욕에 온 이유를 알아내기 위해 다친 몸으로 뛰어든다. 홈즈는 마케도니아의 태양이라는 단서를 통해 모리아티의 의도를 드디어 파악하는데...

## BBC 와 엘리멘트리
영국 BBC에서 2010년에 방송했던 '셜록'을 리메이크한 작품으로, '셜록 홈즈'를 뉴욕으로 옮겨오며 더욱 세련된 화면과 흥미진진한 사건으로 시청자들을 사로잡을 예정이다.
원작이 원작이다 보니 동시기에 진행되는 프로젝트인 BBC판 셜록은 물론이고 영화판 셜록 홈즈와의 비교도 피할 수 없었는데, 막상 뚜껑을 열어보니 다른 미디어판과 지향점이 전혀 달라 팬덤 간의 견제는 많이 줄어든 상태. 영화 셜록 홈즈는 액션, BBC 셜록은 어드벤쳐적인 색이 강한 반면 엘리멘트리는 범죄 수사물의 형태를 하고 있다. 때문에 리듬감 있는 진행과는 거리가 있어 팬덤도 다른 미디어판과 별로 겹치지 않는 편. 일반적인 미국 추리물 TV시리즈의 패턴을 따르고 있기 때문에 여러 가지 아이디어를 들고 나왔던 다른 미디어판에 비하면 평이하다는 평가를 받고 있다.
주인공의 스타일링이나, 주인공과 숙적의 대립 이유 등을 보면 오히려 앞서 셜록 홈즈를 참고한 시리즈물인 FOX의 House M.D.나 같은 방송국 CBS의 멘탈리스트와 더 공통점이 많다.
제작진이 다른 홈즈들과의 차별점을 "연약함", "상처 입음"에서 찾았기 때문에 다른 홈즈들에 비하면 다소 약한 모습을 자주 보인다. 엘리멘트리 홈즈는 겁내는 것이나 동정심도 많고 울먹거리는 표정도 자주 보이는데, 팬덤에서는 오히려 그렇게 감정에 솔직한 면 때문에 정신연령이 높아 보인다는 찬사가 많다.
CBS에서는 차세대 간판 수사물로 기대하며 인기 시리즈인 빅뱅 이론의 시청률 견인을 받는 시간대에 편성하거나 수퍼볼 중계 바로 다음 시간에 특별 편성하는 등 많은 지원을 하고 있지만, 하필 2012 수퍼볼에서 정전사태가 터져 방영시간이 미뤄지면서 별다른 득은 보지 못했다. 작품 자체로는 호평을 받고 있고 2012 새로이 시작한 시리즈 중에서는 시청률 1위이지만, 편성이나 지원을 생각하면 절대치로 봤을 때 그다지 높은 수치는 아니다. 그렇다고 시청률이 캔슬권에 속하는 것도 아니고 상당히 무난한지라, 방송국 측에서는 앞으로의 가능성을 높게 보고 시즌 2까지 풀 시즌을 방영하기로한 상태.
셜록 홈즈라는 이름 외에 따로 새로운 특이점은 도입되지 않은 채 심심한 수사물의 형태를 하고 있기 때문에 여태 셜록 홈즈의 영향을 받은 천재 캐릭터를 넣어 여러 가지로 변주하여왔던 다른 미국 TV 시리즈와 비교하면 되려 클래식한 느낌을 준다. 캐릭터에 기대기보다는 에피소드 하나의 구성을 탄탄히 하기 위한 노력이 돋보이며 그 때문에 셜록 홈즈의 개인의 먼치킨적인 활약상은 줄어든 편. 셜록 홈즈가 기관에 소속된 신분이 아니기 때문에 앞으로 해결해 나갈 사건의 범위가 매우 넓다는 점은 가능성으로 평가받는다.
화면연출에 있어 화려한 기교는 없는 편이지만 셜록 홈즈가 대사만으로 처리하는 과정이 많은 만큼 카메라가 컷 없이 인물들을 따라가거나 일반 스탠드씬에서도 약간의 흔들림이 들어가는 핸드헬드샷이 많은 것이 특징. 컷 변환 없이 길게 가는 장면동안 배우들이 끊임없이 소화해야 하는 대사량이 인상 깊다. 특히 조니 리 밀러의 경우 새벽까지 촬영하고 바로 다음날 슛을 들어가는 경우가 많고 컷이 별로 없는 데도 수다스러운 셜록 홈즈의 대사량을 모두 처리하는 것에 대해서 상대 배우인 루시 리우도 감탄한 바 있다.

## 참고 문헌
- OCN

http://program.interest.me/ocn/elementary/3/Board/List%5B깨진+링크(과거+내용+찾기)%5D
- 아시아투데이 리뷰

http://news.nate.com/view/20130206n09560
- 텐아시아

http://tenasia.hankyung.com/archives/117455 보관됨 2015-05-12 - 웨이백 머신
- 다음 영화

https://web.archive.org/web/20131221094207/http://movie.daum.net/tv/detail/castcrew.do?tvProgramId=61355